# Aedemon eurapta
Aedemon eurapta är en fjärilsart som beskrevs av Turner 1944. Aedemon eurapta ingår i släktet Aedemon och familjen trågspinnare. Inga underarter finns listade i Catalogue of Life.

## Bildgalleri

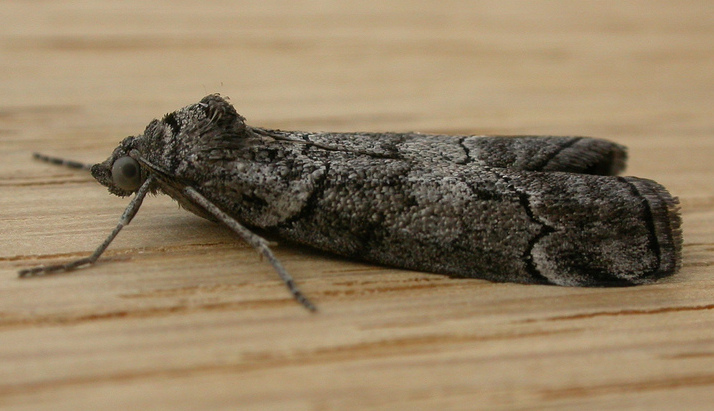